# Campeonato Uruguaio de Futebol de 2012–13
O Campeonato Uruguaio de Futebol de 2012–13 foi a 82ª edição da era profissional do Campeonato Uruguaio. Nesta temporada, a competição tem o nome de Carlos Maresca. O Torneio Apertura foi nomeado de Raúl Bentancor, em homenagem ao antigo futebolista e treinador (avô materno do jogador Alejandro Lembo), morto em 3 de maio de 2012. Já o Torneio Clausura foi nomeado de 100 años del Club Defensor, homenageando o centenário do Defensor Sporting Club, fundado em 15 de março de 1913.
No dia 16 de agosto de 2012, foi relatado que o Bella Vista não disputaria o campeonato por razões financeiras. Porém, no dia 23 de agosto, a assembleia geral dos clubes da AUF votou pela anistia que permitiu ao Bella Vista pagar até sexta-feira (24) e jogar o Campeonato Uruguaio.
O Peñarol, vencedor do Torneio Apertura, e o Defensor Sporting, vencedor do Torneio Clausura, jogaram a semifinal da competição, onde o Peñarol ganhou a partida e sagrou-se campeão uruguaio pela 49ª vez, sem a necessidade de uma final, já que o time carbonero ficou em primeiro lugar na tabela anual, que é a soma dos pontos obtidos nos torneios Apertura e Clausura

## Regulamento
As equipes participantes jogam os torneios Apertura e Clausura, no segundo semestre de 2012 e no primeiro de 2013, respectivamente. Ambos os torneios são sob o sistema de pontos corridos, em um único turno.
Os campeões dos Torneios Apertura e Clausura disputam uma semifinal. O ganhador da partida enfrenta o vencedor da tabela anual (soma dos pontos obtidos nos torneios Apertura e Clausura) em dois jogos finais, onde quem vencer torna-se o campeão do Campeonato Uruguaio.
Com tal regulamento, existem duas possibilidades de haver um campeão sem a disputa da final: no caso de um time vencer um dos Torneios, Apertura ou Clausura, e vencer também a tabela anual, basta derrotar seu oponente na semifinal para sagrar-se campeão antecipado, já que teria terminado a tabela anual no primeiro lugar. A outra possibilidade é uma equipe ganhar os dois Torneios, Apertura e Clausura, para sagrar-se campeã, já que por consequência disso terminaria na primeira colocação da tabela anual e não haveria necessidade de jogar sequer semifinal.
A tabela de descenso consiste na soma dos pontos da tabela anual desta temporada e da temporada passada. As equipes que subiram da Segunda Divisão tem seus pontos multiplicados por 2. São rebaixados à Segunda Divisão os três piores clubes colocados na tabela de descenso.

## Participantes
O Campeonato Uruguaio de 2012–13 possui 16 participantes. Na temporada passada, Rampla Juniors, Cerrito e Rentistas foram rebaixados. Por sua vez, Central Español, Juventud e Progresso subiram como campeão, vice-campeão e terceiro lugar da Segunda Divisão, respectivamente. Todas as equipes nesta temporada são de Montevidéu, exceto o Cerro Largo, que é da cidade de Melo e o Juventud, que é da cidade de Las Piedras.
| Equipe               | Cidade      | Estádio                     | Capacidade | Títulos (último) |
| -------------------- | ----------- | --------------------------- | ---------- | ---------------- |
| Bella Vista          | Montevidéu  | Parque José Nasazzi         | 15.000     | 1 (1990)         |
| Central Español      | Montevidéu  | Parque Palermo              | 6.500      | 1 (1984)         |
| Cerro                | Montevidéu  | Luis Trócolli               | 25.000     | 0 (não possui)   |
| Cerro Largo          | Melo        | Antonio Eleuterio Ubilla    | 9.000      | 0 (não possui)   |
| Danubio              | Montevidéu  | Jardines del Hipódromo      | 20.000     | 3 (2006–07)      |
| Defensor Sporting    | Montevidéu  | Luis Franzini               | 18.000     | 4 (2007–08)      |
| El Tanque Sisley     | Montevidéu  | Víctor Della Valle          | 6.000      | 0 (não possui)   |
| Fénix                | Montevidéu  | Parque Capurro              | 10.000     | 0 (não possui)   |
| Juventud             | Las Piedras | Parque Artigas              | 15.000     | 0 (não possui)   |
| Liverpool            | Montevidéu  | Belvedere                   | 10.000     | 0 (não possui)   |
| Montevideo Wanderers | Montevidéu  | Parque Alfredo Victor Viera | 12.000     | 4 (1931)         |
| Nacional             | Montevidéu  | Gran Parque Central         | 25.000     | 44 (2011–12)     |
| Peñarol              | Montevidéu  | Centenário                  | 65.235     | 48 (2009–10)     |
| Progresso            | Montevidéu  | Parque Abraham Paladino     | 8.000      | 1 (1989)         |
| Racing               | Montevidéu  | Parque Osvaldo Roberto      | 8.500      | 0 (não possui)   |
| River Plate          | Montevidéu  | Saroldi                     | 12.000     | 0 (não possui)   |

## Classificação

### Torneio Apertura
O Torneio Apertura começou em 25 de agosto de 2012 e terminou em 10 de dezembro do mesmo ano.
| Pos | Equipe            | Pts | J  | V  | E | D | GP | GC | SG  |
| --- | ----------------- | --- | -- | -- | - | - | -- | -- | --- |
| 1º  | Peñarol           | 36  | 15 | 11 | 3 | 1 | 35 | 13 | +22 |
| 2º  | Defensor Sporting | 32  | 15 | 9  | 5 | 1 | 31 | 11 | +20 |
| 3º  | Nacional          | 32  | 15 | 10 | 2 | 3 | 29 | 14 | +15 |
| 4º  | El Tanque Sisley  | 30  | 15 | 8  | 6 | 1 | 23 | 17 | +6  |
| 5º  | River Plate       | 21  | 15 | 5  | 6 | 4 | 21 | 17 | +4  |
| 6º  | Fénix             | 21  | 15 | 6  | 3 | 6 | 24 | 24 | 0   |
| 7º  | Bella Vista       | 20  | 15 | 6  | 2 | 7 | 13 | 17 | -4  |
| 8º  | Juventud          | 19  | 15 | 5  | 4 | 6 | 13 | 17 | -4  |
| 9º  | Wanderers         | 19  | 15 | 5  | 4 | 6 | 22 | 24 | -2  |
| 10º | Cerro             | 18  | 15 | 5  | 3 | 7 | 14 | 17 | -3  |
| 11º | Central Español   | 16  | 15 | 4  | 4 | 7 | 11 | 19 | -8  |
| 12º | Liverpool         | 15  | 15 | 4  | 3 | 8 | 21 | 28 | -7  |
| 13º | Progreso          | 15  | 15 | 4  | 3 | 8 | 17 | 28 | -11 |
| 14º | Racing            | 13  | 15 | 3  | 4 | 8 | 17 | 27 | -10 |
| 15º | Cerro Largo       | 12  | 15 | 2  | 6 | 7 | 14 | 20 | -6  |
| 16º | Danubio           | 9   | 15 | 1  | 6 | 8 | 15 | 27 | -12 |

|  | Vencedor do Torneio Apertura e classificado à semifinal. |

### Torneio Clausura
O Torneio Clausura começou em 26 de fevereiro de 2013 e terminou em 2 de junho do mesmo ano.
| Pos | Equipe            | J  | V | E | D  | GP | GC | SG  | Pts |
| --- | ----------------- | -- | - | - | -- | -- | -- | --- | --- |
| 1.  | Defensor Sporting | 15 | 9 | 4 | 2  | 19 | 9  | +10 | 31  |
| 2.  | Peñarol           | 15 | 9 | 3 | 3  | 26 | 8  | +18 | 30  |
| 2.  | River Plate       | 15 | 9 | 3 | 3  | 27 | 14 | +13 | 30  |
| 4.  | Nacional          | 15 | 7 | 5 | 3  | 23 | 21 | +2  | 26  |
| 5.  | Danubio           | 15 | 8 | 2 | 5  | 18 | 16 | +2  | 26  |
| 6.  | Racing            | 15 | 6 | 6 | 3  | 17 | 13 | +4  | 24  |
| 7.  | Wanderers         | 15 | 6 | 3 | 6  | 19 | 14 | +5  | 21  |
| 8.  | Juventud          | 15 | 6 | 3 | 6  | 27 | 32 | -5  | 21  |
| 9.  | Fénix             | 15 | 5 | 4 | 6  | 18 | 18 | 0   | 19  |
| 10. | El Tanque Sisley  | 15 | 4 | 6 | 5  | 16 | 17 | -1  | 18  |
| 11. | Cerro             | 15 | 4 | 5 | 6  | 19 | 24 | -5  | 17  |
| 12. | Liverpool         | 15 | 3 | 7 | 5  | 19 | 23 | -4  | 16  |
| 13. | Cerro Largo       | 15 | 4 | 3 | 8  | 17 | 20 | -3  | 15  |
| 14. | Progreso          | 15 | 4 | 1 | 10 | 15 | 28 | -13 | 13  |
| 15. | Central Español   | 15 | 3 | 3 | 9  | 13 | 25 | -12 | 12  |
| 16. | Bella Vista       | 15 | 2 | 4 | 9  | 16 | 27 | -11 | 10  |

|  | Vencedor do Torneio Clausura e classificado à semifinal. |

### Tabela anual
A tabela anual resulta na soma dos pontos obtidos nos Torneios Apertura e Clausura.
| Pos | Equipe            | J  | V  | E  | D  | GP | GC | SG  | Pts |
| --- | ----------------- | -- | -- | -- | -- | -- | -- | --- | --- |
| 1.  | Peñarol           | 30 | 20 | 6  | 4  | 61 | 21 | 40  | 66  |
| 2.  | Defensor Sporting | 30 | 18 | 9  | 3  | 50 | 20 | 30  | 63  |
| 3.  | Nacional          | 30 | 17 | 7  | 6  | 52 | 35 | 17  | 58  |
| 4.  | River Plate       | 30 | 14 | 9  | 7  | 48 | 31 | 17  | 51  |
| 5.  | El Tanque Sisley  | 30 | 12 | 12 | 6  | 39 | 34 | 5   | 48  |
| 6.  | Wanderers         | 30 | 11 | 7  | 12 | 41 | 38 | 3   | 40  |
| 7.  | Fénix             | 30 | 11 | 7  | 12 | 42 | 42 | 0   | 40  |
| 7.  | Juventud          | 30 | 11 | 7  | 12 | 40 | 49 | -9  | 40  |
| 9.  | Racing            | 30 | 9  | 10 | 11 | 34 | 40 | -6  | 37  |
| 10. | Cerro             | 30 | 9  | 8  | 13 | 33 | 41 | -8  | 35  |
| 10. | Danubio           | 30 | 9  | 8  | 13 | 33 | 43 | -10 | 35  |
| 12. | Liverpool         | 30 | 7  | 10 | 13 | 40 | 51 | -11 | 31  |
| 13. | Bella Vista       | 30 | 8  | 6  | 16 | 29 | 44 | -15 | 30  |
| 14. | Central Español   | 30 | 7  | 7  | 16 | 24 | 44 | -20 | 28  |
| 15. | Progreso          | 30 | 8  | 4  | 18 | 32 | 56 | -24 | 28  |
| 16. | Cerro Largo       | 30 | 6  | 9  | 15 | 31 | 40 | -9  | 27  |

|  | Vencedor da tabela anual e classificado à final. |

|  | |
|  | Ganhador de Tabla Anual, avança a fase final e classifica a fase de grupos da Copa Libertadores da América de 2014. |
|  | Classificado a fase de grupos da Copa Libertadores da América de 2014.                                              |
|  | Classificado a primeira fase da Copa Libertadores da América de 2014.                                               |
|  | Classificados a Copa Sul-Americana de 2013.                                                                         |

### Tabela de descenso
A tabela de descenso consiste na soma do pontos da tabela anual desta temporada e da temporada passada. As equipes que subiram da Segunda Divisão tem seus pontos multiplicados por 2.
| Pos | Equipe            | 2011–12 | 2012–13 | Pts | J  |  |
| --- | ----------------- | ------- | ------- | --- | -- |  |
| 1.  | Peñarol           | 62      | 66      | 128 | 60 |  |
| 2.  | Defensor Sporting | 62      | 63      | 125 | 60 |  |
| 2.  | Nacional          | 67      | 58      | 125 | 60 |  |
| 4.  | River Plate       | 50      | 51      | 101 | 60 |  |
| 5.  | Danubio           | 52      | 35      | 87  | 60 |  |
| 6.  | Liverpool         | 53      | 31      | 84  | 60 |  |
| 7.  | Cerro Largo       | 54      | 27      | 81  | 60 |  |
| 7.  | Wanderers         | 41      | 40      | 81  | 60 |  |
| 9.  | Juventud          | SD      | 40      | 80  | 30 |  |
| 9.  | El Tanque Sisley  | 31      | 48      | 79  | 60 |  |
| 11. | Cerro             | 36      | 35      | 71  | 60 |  |
| 11. | Racing            | 34      | 37      | 71  | 60 |  |
| 13. | Fénix             | 25      | 40      | 65  | 60 |  |
| 14. | Bella Vista       | 30      | 30      | 60  | 60 |  |
| 15. | Progreso          | SD      | 28      | 56  | 30 |  |
| 15. | Central Español   | SD      | 28      | 56  | 30 |  |

|  | Rebaixados à Segunda Divisão. |

## Fase final
|  | Semifinal                             | Semifinal |  |  | Final                          | Final | Final |
|  |                                       |           |  |  |                                |       |       |
|  |                                       |           |  |  |                                |       |       |
|  | Peñarol (Ganhador Apertura)           | 3         |  |  |                                |       |       |
|  | Defensor Sporting (Ganhador Clausura) | 1         |  |  |                                |       |       |
|  |                                       |           |  |  |                                |       |       |
|  |                                       |           |  |  | Peñarol (Ganhador Semifinal)   | —     | —     |
|  |                                       |           |  |  | Peñarol (Ganhador Tabla Anual) | —     | —     |
|  |                                       |           |  |  |                                |       |       |

### Semifinal
| 4 de junho de 2013 | Defensor Sporting | 1 – 3     | Peñarol                     | Estádio Centenário, Montevidéu |
| 21:00 (UTC−3)      | Luna 90'          | Relatório | Pacheco 26', 36' (pen), 80' | Árbitro: Martín Vázquez        |

## Premiação
| Campeonato Uruguaio de Futebol de 2012–13 |
| Uruguai                                   |
| ----------------------------------------- |
| Peñarol Campeão (49º título)              |

## Clubes classificados às competições da CONMEBOL

### Copa Libertadores da América de 2014
| Clube             | Classificado como (fase em que entra)                             |
| ----------------- | ----------------------------------------------------------------- |
| Peñarol           | Campeão uruguaio (fase de grupos da Libertadores).                |
| Defensor Sporting | Vice campeão uruguaio (fase de grupos da Libertadores).           |
| Nacional          | Terceiro colocado na tabla anual (primeira fase da Libertadores). |

### Copa Sul-Americana de 2013
| Clube                | Classificado como (fase em que entra)              |
| -------------------- | -------------------------------------------------- |
| Peñarol              | Campeão uruguaio (primeira fase da Sul-Americana). |
| River Plate          |                                                    |
| El Tanque Sisley     |                                                    |
| Montevideo Wanderers |                                                    |

## Artilheiros

### Torneio Apertura[7]
| Jogador               | Equipe               | Gols |
| --------------------- | -------------------- | ---- |
| Juan Manuel Olivera   | Peñarol              | 13   |
| Héctor Acuña          | El Tanque Sisley     | 11   |
| Mauro Guevgeozián     | Fénix                | 10   |
| Maximiliano Rodríguez | Montevideo Wanderers | 9    |
| Diego Rolán           | Defensor             | 8    |
| Fabián Estoyanoff     | Peñarol              | 7    |
| Gabriel Leyes         | River Plate          | 7    |
| Gonzalo Bueno         | Nacional             | 6    |
| Marcelo Zalayeta      | Peñarol              | 6    |
| Aníbal Hernández      | Defensor Sporting    | 5    |
| Federico Puppo        | Defensor Sporting    | 5    |
| Ignacio Risso         | Defensor Sporting    | 5    |

### Torneio Clausura[8]
| Jogador               | Equipe            | Gols |
| --------------------- | ----------------- | ---- |
| Matias Alonso         | Juventud          | 11   |
| Líber Quiñones        | Racing            | 11   |
| Marcelo Zalayeta      | Peñarol           | 9    |
| Felipe Avenatti       | River Plate       | 8    |
| Lucas Cavallini       | Juventud          | 7    |
| Federico Laens        | Bella Vista       | 7    |
| Gustavo Alles         | Progreso          | 6    |
| Pablo Caballero       | Cerro             | 6    |
| Sergio Leal           | Danubio           | 6    |
| Ignacio Risso         | Defensor Sporting | 6    |
| Maximiliano Rodríguez | Wanderers         | 6    |

### Total[8]
| Jogador               | Equipe            | Gols |
| --------------------- | ----------------- | ---- |
| Juan Manuel Olivera   | Peñarol           | 18   |
| Líber Quiñones        | Racing            | 15   |
| Maximiliano Rodríguez | Wanderers         | 15   |
| Marcelo Zalayeta      | Peñarol           | 15   |
| Fabián Estoyanoff     | Peñarol           | 12   |
| Matias Alonso         | Juventud          | 11   |
| Felipe Avenatti       | River Plate       | 11   |
| Héctor Acuña          | El Tanque Sisley  | 11   |
| Ignacio Risso         | Defensor Sporting | 11   |
| Lucas Cavallini       | Juventud          | 10   |
| Mauro Guevgeozian     | Fénix             | 10   |
| Federico Laens        | Bella Vista       | 10   |
| Gabriel Leyes         | River Plate       | 10   |